# Râul Bârloaia, Bârlui
Râul Bârloaia este un curs de apă, afluent al râului Bârlui. 